# أكيتو موكاي
أكيتو موكاي (باليابانية: 向井 章人) (مواليد 17 نوفمبر 1998)، هو لاعب كرة قدم كان يلعب كمهاجم في مركز الظهير الأيمن، رغم لعبه في مركز الظهير الأيسر عدة مرات.

## وصلات خارجية
- أكيتو موكاي على موقع رابطة كرة القدم اليابانية للمحترفين (اليابانية)
- أكيتو موكاي على موقع قاعدة بيانات كرة القدم.إي يو (الإنجليزية)
- أكيتو موكاي على موقع Soccerway.com (الإنجليزية)
- أكيتو موكاي على موقع عالم كرة القدم.نت (الإنجليزية)